# Peter Reynolds
Peter Reynolds (2 gennaio 1948 – 1º maggio 2012) è stato un nuotatore australiano.
Specializzato nello stile libero, nel dorso e nei misti ha vinto la medaglia di bronzo nella staffetta 4x100 m misti alle Olimpiadi di Tokyo 1964.

## Palmarès
- Olimpiadi
  - Tokyo 1964: bronzo nella staffetta 4x100 m misti.

- Giochi dell'Impero e del Commonwealth Britannico
  - 1966 - Kingston: oro nelle 110 yd e 220 yd dorso, nei 400 m misti e nella staffetta 4x220 yd sl.